# پوزه‌سر
پوزه‌سر (نام علمی: Rhamphocephalus) نام یک سرده از راسته خزندگان بال‌دار است.